# Voires
Voires ist eine französische Gemeinde mit 75 Einwohnern (Stand: 1. Januar 2022) im Département Doubs in der Region Bourgogne-Franche-Comté.

## Geographie
Voires liegt auf 619 m über dem Meeresspiegel, acht Kilometer östlich von Ornans und etwa 22 Kilometer südöstlich der Stadt Besançon (Luftlinie). Das Dorf erstreckt sich im Jura, im Westen des Plateaus von Valdahon am Rand des Bois de la Bouhard, nördlich des Tals der Loue.
Die Fläche des 4,88 km² großen Gemeindegebiets umfasst einen Abschnitt des französischen Juras. Das gesamte Gebiet wird vom Hochplateau von Valdahon eingenommen, das durchschnittlich auf 620 m liegt. Es ist teils von Acker- und Wiesland, teils von Wald bestanden und steigt gegen Osten allmählich an. Das Plateau besitzt keine oberirdischen Fließgewässer, weil das Niederschlagswasser im verkarsteten Untergrund versickert. Im Osten erstreckt sich das Gemeindeareal in das ausgedehnte Waldgebiet des Bois de Bouhard, in dem mit 709 m die höchste Erhebung von Voires erreicht wird.
Nachbargemeinden von Voires sind Guyans-Durnes im Norden, Vernierfontaine im Osten, Lavans-Vuillafans im Süden sowie Durnes im Westen.

## Geschichte
Im Mittelalter gehörte Voires zu den Herrschaften Durnes und Châteauneuf (bei Vuillafans). Zusammen mit der Franche-Comté gelangte das Dorf mit dem Frieden von Nimwegen 1678 an Frankreich. Heute ist Voires Mitglied des Gemeindeverbandes Portes du Haut-Doubs.

## Bevölkerung
| Jahr                       | 1962 | 1968 | 1975 | 1982 | 1990 | 1999 | 2006 | 2016 |
| Einwohner                  | 76   | 72   | 64   | 49   | 56   | 57   | 56   | 97   |
| Quellen: Cassini und INSEE |      |      |      |      |      |      |      |      |

Mit 75 Einwohnern (1. Januar 2022) gehört Voires zu den kleinsten Gemeinden des Départements Doubs. Nachdem die Einwohnerzahl in der ersten Hälfte des 20. Jahrhunderts markant abgenommen hatte (1886 wurden noch 146 Personen gezählt), wurden seit Beginn der 1980er Jahre nur noch geringe Schwankungen verzeichnet.

## Wirtschaft und Infrastruktur
Voires war bis weit ins 20. Jahrhundert hinein ein vorwiegend durch die Landwirtschaft (Ackerbau, Obstbau und Viehzucht) und die Forstwirtschaft geprägtes Dorf. Noch heute leben die Bewohner zur Hauptsache von der Tätigkeit im ersten Sektor. Außerhalb des primären Sektors gibt es fast keine Arbeitsplätze im Dorf. Viele Erwerbstätige sind auch Wegpendler, die in den umliegenden größeren Ortschaften ihrer Arbeit nachgehen.
Die Ortschaft liegt abseits der größeren Durchgangsstraßen an einer Departementsstraße, die von Valdahon nach Vuillafans führt. Eine weitere Straßenverbindung besteht mit Durnes.